# Théophile Abega
Théophile Abega   (Yaoundé, 9 de juliol de 1954 - Yaoundé, 15 de novembre de 2012) fou un futbolista camerunès de les dècades de 1970 i 1980.
Fou internacional amb la selecció de futbol del Camerun amb la qual participà en la Copa del Món de futbol de 1982.
Pel que fa a clubs, destacà a Canon Yaoundé, Toulouse FC i Vevey.